# Kabupaten de Sekadau
Le kabupaten de Sekadau, en indonésien Kabupaten Sekadau, est un kabupaten d'Indonésie situé dans la province de Kalimantan occidental. Il a été créé en 2003 par séparation d'avec le kabupaten de Sanggau.

## Géographie
Le kabupaten de Sekadau est bordé :
- au nord et à l'est, par le kabupaten de Sintang,
- au sud, par celui de Ketapang et
- à l'ouest, par celui de Sanggau.

## Histoire

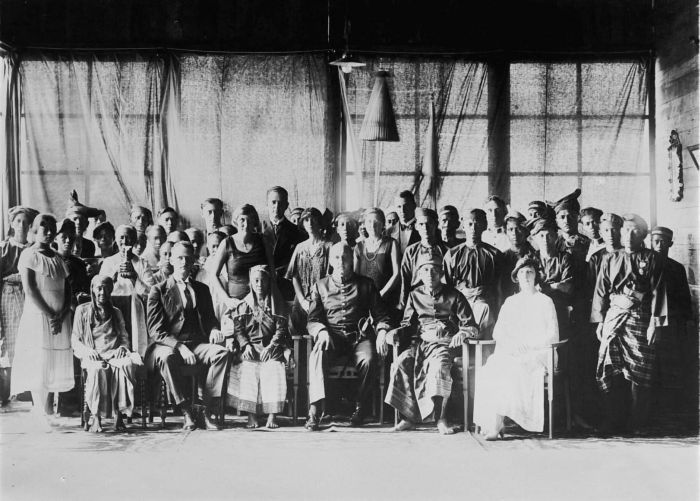
Intronisation du Panembahan Goesti Mohammad en 1932

Sekadau est une ancienne principauté, éponyme.